# Alì (Itália)
Alì é uma comuna italiana da região da Sicília, província de Messina, com cerca de 933 habitantes. Estende-se por uma área de 16 km², tendo uma densidade populacional de 58 hab/km². Faz fronteira com Alì Terme, Fiumedinisi, Itala.

## Demografia
| Variação demográfica do município entre 1861 e 2011                               |
|                                                                                   |
| Fonte: Istituto Nazionale di Statistica (ISTAT) - Elaboração gráfica da Wikipedia |